# Elsa Korén
Elsa Korén (* 15. Mai 1920; † 11. Mai 1990) war eine deutsche Schauspielerin.

## Leben
Vom Nationaltheater in Weimar kam Elsa Korén (auch Else Koren, Elsa Koren und Else Korén) 1951 und 1952 über Gastauftritte an der Neuen Bühne in Berlin zur Volksbühne Berlin. Ende der 1950er Jahre wurde sie festes Mitglied am Theater der Freundschaft in Berlin, dem sie über 20 Jahre treu blieb.
Elsa Korén hatte mit dem Schauspieler Hans Klering eine gemeinsame Tochter (Juliane Korén) und eine Tochter (Helga Korén) aus einer früheren Beziehung.

## Filmografie
- 1953: Das kleine und das große Glück
- 1953: Die Geschichte vom kleinen Muck
- 1954: Leuchtfeuer
- 1954: Pole Poppenspäler
- 1956: Der Richter von Zalamea
- 1956: Thomas Müntzer – Ein Film deutscher Geschichte
- 1957: Lissy
- 1958: Meine Frau macht Musik
- 1958: Sie kannten sich alle
- 1960: Leute mit Flügeln
- 1960: Hatifa
- 1960: Das Leben beginnt
- 1960: Tanzmädchen für Istanbul (Fernsehfilm)
- 1961: Gewissen in Aufruhr (Fernsehfilm, 5 Teile)
- 1962: Die schwarze Galeere
- 1963: Karbid und Sauerampfer
- 1976: Konzert für Bratpfanne und Orchester

## Theater
- 1942: Otto Erler: Thors Gast (Gro) – Regie: Hans Severus Ziegler (Deutsches Nationaltheater Weimar)
- 1948: Bertolt Brecht: Furcht und Elend des Dritten Reichs – Regie: Hans-Robert Bortfeldt (Deutsches Nationaltheater Weimar)
- 1950: Alexander Ostrowski: Wölfe und Schafe (Anfussa Tichonowna) – Regie: August Momber (Deutsches Nationaltheater Weimar)
- 1951: Boris Djacenko: Menschen an der Grenze – Regie: ? (Haus der Kultur der Sowjetunion – Neue Bühne Berlin)
- 1952: Anatoli Surow: Morgendämmerung über Moskau – Regie: Robert Trösch (Haus der Kultur der Sowjetunion – Neue Bühne Berlin)
- 1954: Leo Tolstoi: Anna Karenina (Fürstin Betsy) – Regie: Werner Stewe (Volksbühne Berlin)
- 1959: Alexej Arbusow: Der weite Weg – Regie: Erwin Arlt (Theater der Freundschaft)
- 1959: Werner Heiduczek: Jule findet Freunde – Regie: Helmut Hellstorff (Theater der Freundschaft)
- 1969: Heinz Czechowski: König Drosselbart – Regie: Horst Hawemann (Theater der Freundschaft)
- 1960: Gisela Schwarz-Marell: Das tapfere Schneiderlein – Regie: Kurt Rabe (Theater der Freundschaft)
- 1960: Hedda Zinner: Leistungskontrolle (Erna Krause) – Regie: Rudi Kurz (Theater der Freundschaft)
- 1961: Hans-Albert Pederzani: Die Jagd nach dem Stiefel (Frau Karenke) – Regie: Hubert Hoelzke (Theater der Freundschaft)
- 1961: Jochen Koeppel: Peter und der Kaktus (Frau Klitt) – Regie: Rainer R. Lange (Theater der Freundschaft)
- 1962: Hanuš Burger/Stefan Heym: Tom Sawyers großes Abenteuer – Regie: Hanuš Burger (Theater der Freundschaft)
- 1962: Jewgeni Schwarz: Die Schneekönigin – Regie: Kurt Rabe (Theater der Freundschaft)
- 1962: Tatjana Sytina: Erste Begegnung (Katja) – Regie: Kurt Rabe (Theater der Freundschaft)
- 1963: Alecu Popovici: Dem Jungen in der zweiten Reihe (Platzanweiserin) – Regie: Lucian Giurchescu (Theater der Freundschaft)
- 1965: Juri Sotnik: Ein schrecklicher Tag (Obstverkäuferin) – Regie: Kurt Rabe (Theater der Freundschaft)
- 1966: Heinz Kahlau: Das Märchen von der Straßenbahn Therese (Platzanweiserin) – Regie: Hanuš Burger (Theater der Freundschaft)
- 1966: Hans-Albert Pederzani: Die Jagd nach dem Stiefel (Frau Karenke) – Regie: Kurt Rabe (Theater der Freundschaft)
- 1966: Heinz Kahlau: Ein Krug mit Oliven (Astra) – Regie: Heiner Möbius (Theater der Freundschaft)
- 1967: Heinz Kahlau: Der gestiefelte Kater – Regie: Heiner Möbius (Theater der Freundschaft)
- 1968: Hans-Albert Pederzani: Der eigene Kopf – Regie: Heiner Möbius (Theater der Freundschaft)
- 1968: Günther Deicke/Ruth Zechlin: Reineke Fuchs (Oper für Schauspieler) – Regie: Heiner Möbius (Theater der Freundschaft)
- 1969: Bosko Trifunovic: Das Märchen vom Kaiser und vom Hirten – Regie: Horst Hawemann (Theater der Freundschaft)
- 1971: Bernd Wagner (Nach Anatole France) Das Hemd eines Glücklichen – Regie: Heiner Möbius/Peter Ensikat (Theater der Freundschaft)
- 1971: Friedrich Gerlach: Die Herren des Strandes – Regie: Horst Hawemann (Theater der Freundschaft)
- 1971: Hans-Dieter Schmidt: Tinko (Berta) – Regie: Peter Ensikat (Theater der Freundschaft)
- 1972: Erich Blach: Die Bernsteinbrigade – Regie: Horst Hawemann (Theater der Freundschaft)
- 1972: Bosco Trifunovic: Das Märchen vom Kaiser und vom Hirten – Regie: Horst Hawemann (Theater der Freundschaft)
- 1972: Christian Noack: Sechse kommen durch die ganze Welt (Frau) – Regie: Mirjana Erceg (Theater der Freundschaft)
- 1974: Alfonso Sastre: Die Geschichte von der verlassenen Puppe (Ältere Marktfrau) – Regie: Wolfgang Engel (Theater der Freundschaft)
- 1974: Michail Bulgakow: Don Quijote – Regie: Mirjana Erceg (Theater der Freundschaft)
- 1975: Elfriede Brüning: Hochverrat – Regie: Horst Hawemann (Theater der Freundschaft)
- 1975: Jewgeni Schwarz: Die Schneekönigin – Regie: ? (Theater der Freundschaft)
- 1975: Georgi Polonski: Warten wir den Montag ab – Regie: Horst Hawemann (Theater der Freundschaft)
- 1977: Horst Hawemann: Tschapai ... Tschapai ... Tschapajew – Regie: Joachim Siebenschuh/Mirjana Erceg (Theater der Freundschaft)
- 1978: Eugen Eschner: Frühlingskapriolen – Regie: Mirjana Erceg (Theater der Freundschaft)
- 1978: Lutz Dechant: Paul und Maria – Regie: Joachim Siebenschuh (Theater der Freundschaft)
- 1979: Irina Karnauchowa/Leonid Brausewitsch: Die feuerrote Blume – Regie: Wladimir L. Kusmin (Theater der Freundschaft)

## Hörspiele
- 1956: Wolfgang Weyrauch: Die japanischen Fischer (Fischerfrau) – Regie: Hans Goguel (Hörspiel – Rundfunk der DDR)
- 1973: Henryk Bardijewski: Porträt eines älteren Herrn mit Buch (Garderobenfrau) – Regie: Edward Placzek (Hörspiel – Rundfunk der DDR)
- 1973: Paul Everac: Die Mitgift (Wirtin) – Regie: Helmut Hellstorff (Hörspiel – Rundfunk der DDR)
- 1973: Esko Korpilinna: Die Stimme des Herrn (Mutter) – Regie: Peter Groeger (Hörspiel – Rundfunk der DDR)
- 1973: Alfred Matusche: Van Gogh (Alte Frau) – Regie: Peter Groeger (Biographie – Rundfunk der DDR)
- 1975: Branko Hribar: Bum! Bum! Peng! Und aus! (Alte Frau) – Regie: Peter Groeger (Kinderhörspiel – Rundfunk der DDR)
- 1977: Jacob Grimm/Wilhelm Grimm: Märchen der Gebrüder Grimm – Dornröschen (12. Weise Frau) – Regie: Heiner Möbius (Kinderhörspiel – Litera)
- 1980: Lia Pirskawetz: Stille Post – Regie: Horst Liepach (Biografie – Rundfunk der DDR)

## Auszeichnungen
- 1967: Kritikerpreis der Berliner Zeitung
- 1980: Vaterländischer Verdienstorden der DDR in Silber
- Ehrenmitglied des Theater der Freundschaft